# Gary Raymond
Gary Raymond (n. 20 aprilie 1935, Greater London, Anglia, Regatul Unit) este un actor englez.

## Filmografie
- Look Back in Anger (1958)
- The Moonraker (1958)
- Suddenly, Last Summer (1959)
- El Cid (1961)
- The Playboy of the Western World (1962)
- Jason and the Argonauts (1963)
- Traitor's Gate (1964)
- The Greatest Story Ever Told (1965)